# Dèltxevo
Dèltxevo (macedònic: Делчево), coneguda igualment per la transliteració Delčevo, és una municipalitat de l'est de Macedònia del Nord. Dèltxevo també és el nom de la ciutat on es troba la seu municipal.
El municipi limita amb Bulgària al nord i est, Makedonska Kamenica al nord-oest, Vinica a l'oest, Berovo al sud-oest i Pehčevo al sud.

## Demografia
Segons el darrer cens la població del municipi era de 17 505 habitants. En el cens del 1994 la població era de 17 726.
La majoria de la població són macedonis.